# Carl Sundquist
Carl Sundquist (Indianapolis, Indiana, 24 de novembre de 1961) va ser un ciclista nord-americà que s'especialitzà amb la pista, on va guanyar una medalla als Campionats del món de persecució per equips. També participà en els Jocs Olímpics de Seül i en els de Barcelona.

## Palmarès
- 1985
  -  Campió dels Estats Units amateur en persecució
  -  Campió dels Estats Units amateur en puntuació
  -  Campió dels Estats Units en persecució per equips
- 1986
  -  Campió dels Estats Units amateur en persecució
  -  Campió dels Estats Units amateur en puntuació
- 1987
  - Medalla d'or als Jocs Panamericans en persecució per equips
  -  Campió dels Estats Units amateur en persecució
  -  Campió dels Estats Units amateur en puntuació
  -  Campió dels Estats Units en persecució per equips
- 1995
  -  Campió dels Estats Units en persecució per equips